# Даремская обсерватория
Обсерватория Даремскского университета (англ. Durham University Observatory) — обсерватория и метеорологическая станция, относящаяся к университету Дарема; была основана в 1839 году — первоначально как астрономическая обсерватория; с 1937 года ведёт исключительно метеорологические наблюдения — располагает одной из самых длинных непрерывных метеорологических записей среди университетов Великобритании; здание обсерватории, расположенное в районе Поттерс-Бэнк, является памятником архитектуры II категории.